# Lampada di emergenza

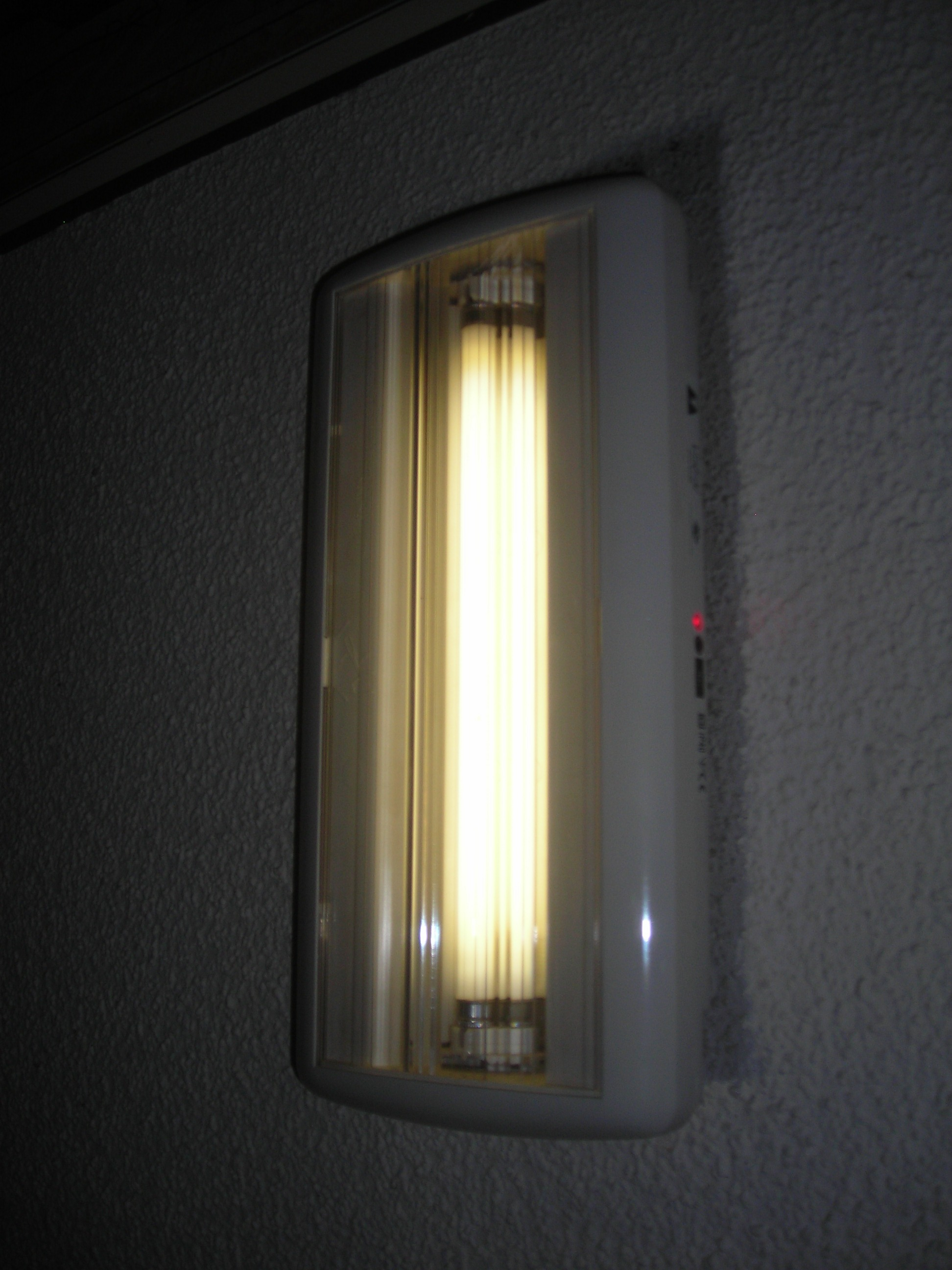
Una lampada di emergenza in funzione

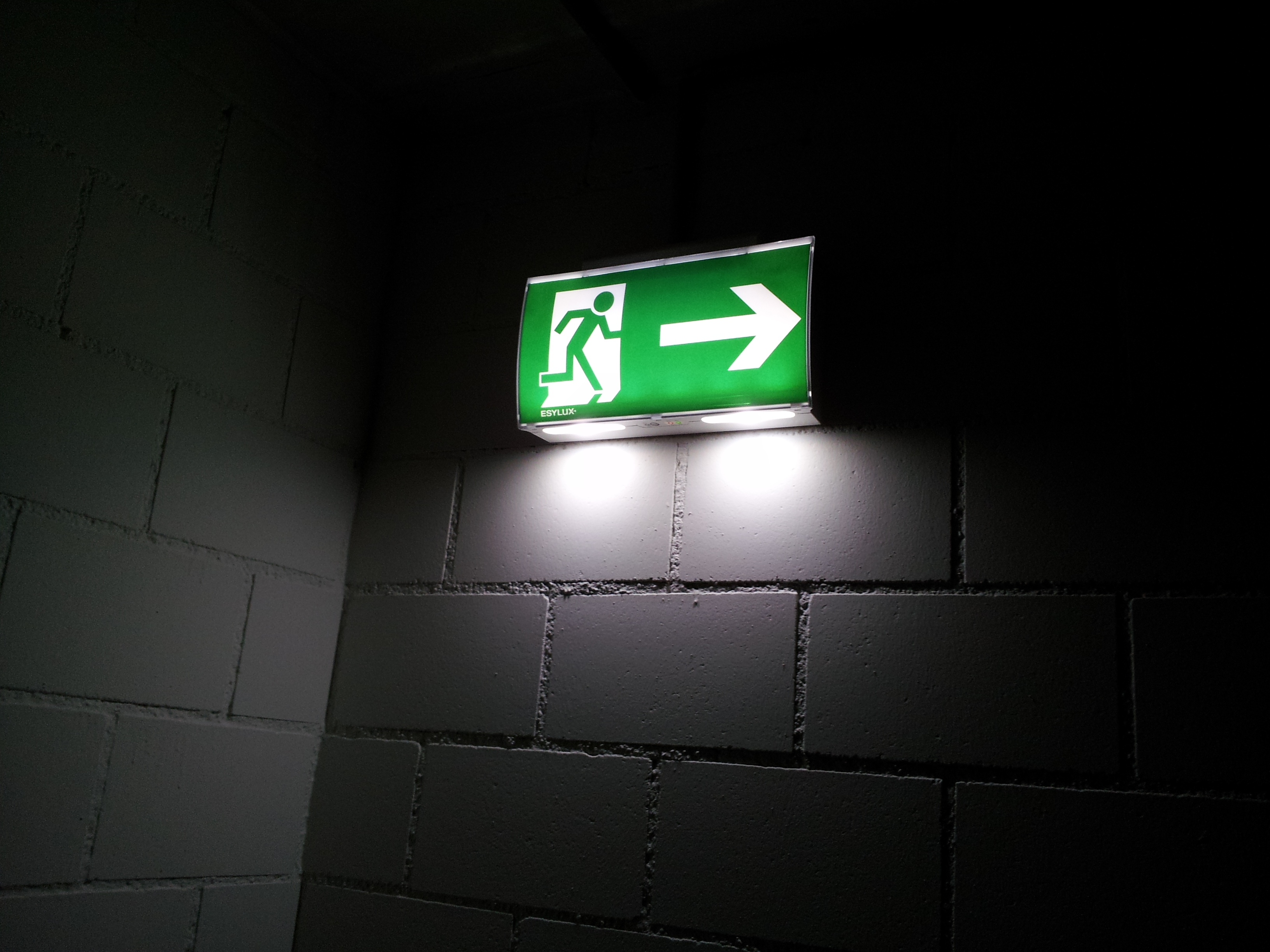
Lampada di emergenza associata ad un segnale di uscita di emergenza.

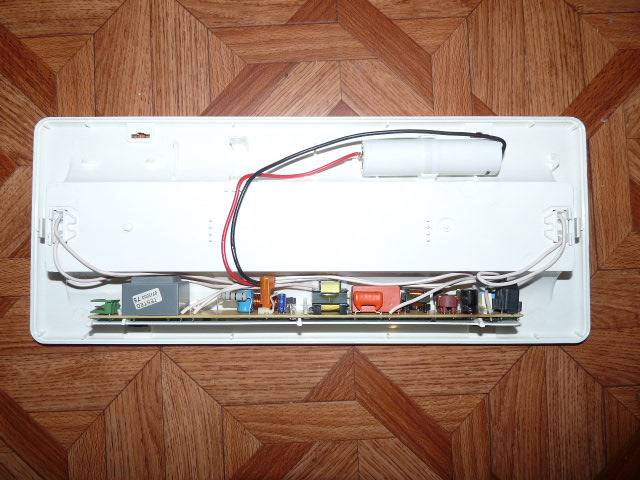
Componenti elettrici interni di una lampada di emergenza

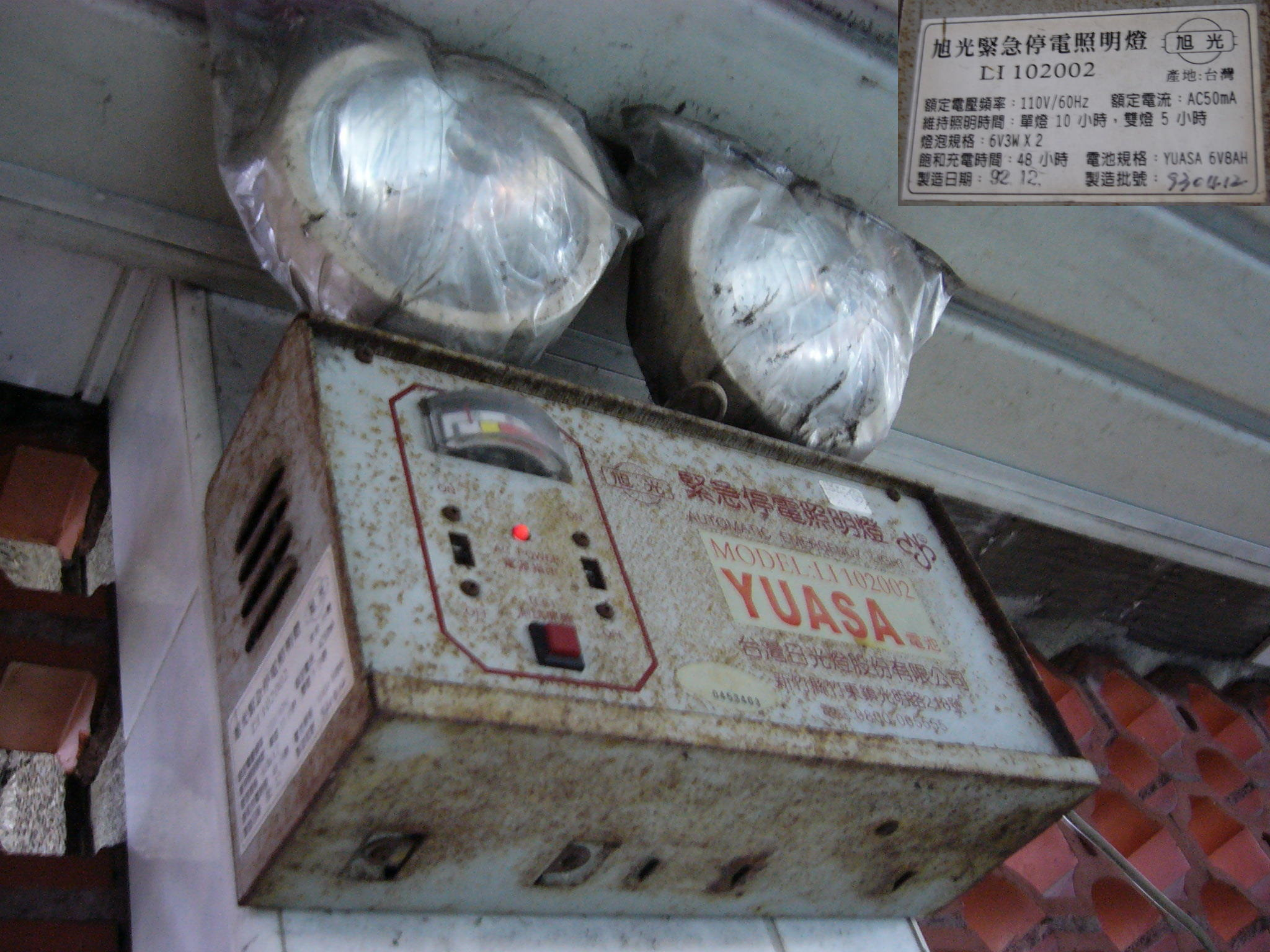
Vecchio modello di lampada di emergenza che monta due faretti dotato di pulsante per testare il funzionamento delle lampadine

Una lampada di emergenza o luce di emergenza è un dispositivo di illuminazione a batteria che si accende automaticamente quando nel luogo dove è installata si verifica un'interruzione di corrente, a causa della quale viene a mancare l'illuminazione ordinaria. Le lampade di emergenza di norma vengono installate in zone critiche degli edifici commerciali, degli edifici pubblici e in generale in tutti gli edifici o strutture ad alta affluenza di pubblico.

## Descrizione e funzionamento
L'utilità di una lampada di emergenza è di mantenere illuminata in caso di black out un'area in cui si trovano sorgenti di illuminazione ordinaria collegate alla rete elettrica. Quando avviene un black out (per sovraccarico, in caso di temporale, ecc.), la lampada rileva la mancanza di alimentazione ed entra immediatamente in funzione, sfruttando l'energia immagazzinata nella batteria di cui è provvista; quando viene ripristinata la corrente elettrica, consentendo di riattivare l'illuminazione ordinaria, la lampada di emergenza si spegne automaticamente e la sua batteria si ricarica.
Una lampada di emergenza è generalmente composta da una o più sorgenti luminose (in genere tubi fluorescenti o lampade a LED), da una batteria ricaricabile interna e da vari componenti elettrici. Per permettere di mantenere in carica la batteria e rilevare l'eventuale black out la lampada va collegata all'impianto elettrico. In queste lampade in genere è presente una spia rossa o verde che rimane accesa a lampada spenta, per segnalare che la lampada è alimentata e pronta ad attivarsi in caso di mancanza di elettricità, e che si spegne quando la lampada entra in funzione. Alcuni modelli di lampade di emergenza sono dotati di un interruttore di test delle lampade, in modo da poterle periodicamente provare per verificarne la funzionalità.
In genere le lampade di emergenza vengono fissate su una parete, su un soffitto o montate su un alloggio da incasso (placca) per interruttori; esistono anche alcune versioni portatili con cavo e spina elettrica.